# Monique Lamoureux
Pour les articles homonymes, voir Lamoureux.
Temple de la renommée américain : 2022
Monique Lamoureux-Morando (née le 3 juillet 1989 à Grand Forks dans l'État du Dakota du Nord) est une joueuse américaine de hockey sur glace qui a évolué dans la ligue élite féminine en tant qu'attaquante et défenseure jusqu'en 2021. Elle est la sœur jumelle de Jocelyne Lamoureux.
Elle a remporté trois titres olympiques, deux médailles d'argent aux Jeux olympiques de Vancouver en 2010 et aux Jeux olympiques de Sotchi en 2014, et une médaille d'or aux Jeux olympiques de Pyeongchang en 2018. Elle a également représenté les États-Unis dans 7 championnats du monde, remportant 6 médailles d'or et 1 médaille d'argent.

## Biographie
Monique Lamoureux naît le 3 juillet 1989 à Grand Forks, deux minutes après sa sœur jumelle Jocelyne,. Grandissant dans une famille de hockeyeurs au Dakota du Nord, elle patine peu après avoir marché et est poussée par ses quatre grands frères à s'améliorer. Avec sa sœur Jocelyne, elle joue contre des garçons en ligues mineures, suivant les conseils de son père : Trouve le garçon le plus imposant de la patinoire et mets le sur les fesses .

### En club
Au lycée, elle joue enfin avec des filles à l'école Sainte Marie Shattuck au Minnesota, avec un jeu qui reste physique . Tout comme Sidney Crosby, elle et sa sœur y reçoivent une bourse d'études pour leurs quatre années où elles mènent l'équipe à quatre titres d'État et trois titres nationaux (2005, 2006 et 2007). Monique inscrit chaque année au moins 100 points, se classant première de l'équipe lors de sa seconde et quatrième année (avec un minimum de 80 buts et 50 assistances) .
Pour la saison 2008-2009, elle et sa sœur s'engagent pour l'université du Minnesota avec l'équipe des Golden Gophers du Minnesota. Dès le mois de février, Monique mène le championnat national avec 64 points (32 aides et 32 buts) . A la fin de la saison, elle est classée troisième du championnat national NCAA avec 75 points (devant sa sœur qui est quatrième avec 65 points) et les Gophers font une apparition au Frozen Four. De plus, elle termine meilleure buteuse de l'Association Collégiale de Hockey de l'Ouest (WCHA) et est l'unique première année nommée pour le Trophée Patty Kazmaier . 
La saison suivante, elle est transférée avec sa sœur à l'université du Dakota du Nord. Elles demandent à changer d'université pour rejoindre l’entraîneur Brian Idalski, embauché au Dakota du Nord et travaillant auparavant pour le programme de développement de USA hockey. En trois ans, elles participent à l'amélioration du programme universitaire qui devient l'un des meilleurs des États-Unis, classé no 3 du pays.
En 2014, elle est repêchée par les Blades de Boston lors du repêchage de la Ligue canadienne de hockey féminin et joue la saison 2014-2015 avec cette équipe. Elle remporte la Coupe Clarkson lors des séries éliminatoires de 2015. Le 18 janvier 2015, alors que les Blades mènent 8 à  0 contre le Thunder de Brampton, elle échange des coups avec Jamie Lee Rattray (ce qui est interdit au hockey féminin) et la vidéo devient rapidement virale . 
Après son année avec les Blades, elle intègre l'équipe des Whitecaps du Minnesota, devenue à l'époque indépendante après la dissolution de la WWHL. Après la saison 2017-2018 de préparation olympique pour les jeux de Pyeongchang, Monique prend une année de césure pour mener à bien sa grossesse en 2018-2019  et reprendre le hockey la saison suivante.  
Le 9 février 2021, elle publie une tribune conjointe avec sa sœur Jocelyne dans le journal en ligne The Players Tribune pour annoncer sa retraite sportive, après treize ans de carrière internationale .

### En équipe nationale
Son talent offensif et sa compétitivité contribuent aux succès mondiaux des États-Unis en 2009, 2011, 2013 mais elle  échoue à deux reprises en finale des Jeux olympiques de Vancouver et des Jeux olympiques de Sotchi en perdant contre les Canadiennes,,,.
En finale du tournoi olympique féminin des Jeux olympiques d'hiver de 2018, elle marque le but égalisateur avant que sa sœur n'inscrive un but décisif pour apporter la première médaille d'or américaine au tournoi olympique de hockey sur glace en vingt ans. Après son succès olympique, elle devient commentatrice pour NHL Network,.

### Vie personnelle
Elle appartient à une famille de sportifs : Jean-Pierre, son père, était gardien pour l'université du Dakota du Nord de 1978 à 1983. En plus de sa sœur jumelle, elle a quatre frères : Jean-Philippe est un gardien de hockey professionnel et a déjà joué pour l'équipe nationale des États-Unis ; Jacques a joué jusqu'au niveau universitaire au hockey, étant même finaliste pour le Trophée Hobey Baker  ; Pierre-Paul a joué pour l'Université du Manitoba et est entraîneur assistant pour l'équipe du Dakota du Nord et Mario a joué pour l'équipe nationale des États-Unis et quatre ans pour l'Université du Dakota du Nord, devenant capitaine en 2012. Sa mère Linda a réalisé vingt marathons dont celui de Boston.
Monique et sa sœur Jocelyne sont impliquées dans la lutte contre les inégalités et le sexisme dans le milieu du sport, avec différents partenariats pour des programmes d'éducation, sportifs, et en réalisant des interventions et conférences  ,. 
Elle et son mari accueille leur premier enfant en décembre 2018 .

## Statistiques

### En club
| Saison      | Équipe                           | Ligue        |                            | Saison régulière           | Saison régulière           | Saison régulière           | Saison régulière           | Saison régulière           |                            | Séries éliminatoires       | Séries éliminatoires       | Séries éliminatoires       | Séries éliminatoires | Séries éliminatoires |
| Saison      | Équipe                           | Ligue        | PJ                         | B                          | A                          | Pts                        | Pun                        | PJ                         | B                          | A                          | Pts                        | Pun                        |                      |                      |
| 2008-2009   | Golden Gophers du Minnesota      | NCAA         | 40                         | 39                         | 36                         | 75                         | 86                         |                            |                            |                            |                            |                            |                      |                      |
| 2010-2011   | Fighting Sioux du Dakota du Nord | NCAA         | 33                         | 22                         | 32                         | 54                         | 60                         |                            |                            |                            |                            |                            |                      |                      |
| 2011-2012   | Fighting Sioux du Dakota du Nord | NCAA         | 37                         | 26                         | 45                         | 71                         | 72                         |                            |                            |                            |                            |                            |                      |                      |
| 2012-2013   | Fighting Sioux du Dakota du Nord | NCAA         | 39                         | 26                         | 39                         | 65                         | 81                         |                            |                            |                            |                            |                            |                      |                      |
| 2014-2015   | Blades de Boston                 | LCHF         | 17                         | 6                          | 12                         | 18                         | 23                         | 3                          | 0                          | 5                          | 5                          | 0                          |                      |                      |
| 2015-2016   | Whitecaps du Minnesota           | Indépendante | Statistiques indisponibles | Statistiques indisponibles | Statistiques indisponibles | Statistiques indisponibles | Statistiques indisponibles | Statistiques indisponibles | Statistiques indisponibles | Statistiques indisponibles | Statistiques indisponibles | Statistiques indisponibles |                      |                      |
| 2016-2017   | Whitecaps du Minnesota           | Indépendante | Statistiques indisponibles | Statistiques indisponibles | Statistiques indisponibles | Statistiques indisponibles | Statistiques indisponibles | Statistiques indisponibles | Statistiques indisponibles | Statistiques indisponibles | Statistiques indisponibles | Statistiques indisponibles |                      |                      |
| Totaux NCAA | Totaux NCAA                      | Totaux NCAA  | 149                        | 113                        | 152                        | 265                        | 299                        |                            |                            |                            |                            |                            |                      |                      |

### En équipe nationale
| Année | Équipe     | Compétition                  |   | PJ | B | A  | Pts | Pun               |  | Résultat |
| 2009  | États-Unis | Championnat du monde féminin | 5 | 2  | 3 | 5  | 10  | Médaille d'or     |  |          |
| 2010  | États-Unis | Jeux olympiques              | 5 | 4  | 6 | 10 | 2   | Médaille d'argent |  |          |
| 2011  | États-Unis | Championnat du monde féminin | 3 | 2  | 5 | 7  | 6   | Médaille d'or     |  |          |
| 2012  | États-Unis | Championnat du monde féminin | 5 | 7  | 7 | 14 | 6   | Médaille d'argent |  |          |
| 2013  | États-Unis | Championnat du monde féminin | 5 | 4  | 0 | 4  | 6   | Médaille d'or     |  |          |
| 2014  | États-Unis | Jeux olympiques              | 5 | 3  | 0 | 3  | 0   | Médaille d'argent |  |          |
| 2015  | États-Unis | Championnat du monde féminin | 5 | 1  | 6 | 7  | 2   | Médaille d'or     |  |          |
| 2016  | États-Unis | Championnat du monde féminin | 5 | 2  | 5 | 7  | 4   | Médaille d'or     |  |          |
| 2017  | États-Unis | Championnat du monde féminin | 5 | 1  | 5 | 6  | 0   | Médaille d'or     |  |          |
| 2018  | États-Unis | Jeux olympiques              | 5 | 2  | 1 | 3  | 6   | Médaille d'or     |  |          |

## Trophées et Honneurs personnels

### Ligue universitaire
- 2008–2009 :
  - Sélectionnée dans l'équipe première de l'Association Collégiale de Hockey de l'Ouest (WCHA)
  - Sélectionnée dans l'équipe des recrues de la Division WCHA [19]
  - Sélectionnée dans les 10 finalistes pour le Trophée Patty Kazmaier
  - Meilleure marqueuse 2009 de la division WCHA
- 2010-2011 :
  - Votée « Joueuse de l'année » lors de la pré-saison du WCHA [20]
  - Joueuse défensive de la semaine du WCHA (Semaines du 19 Janv. et du 7 Fév. 2011)[21]
  - Nommée pour le Trophée Patty Kazmaier [22]
  - Sélectionnée dans l'équipe seconde de la Division WCHA [23]
- 2011-2012 :
  - Joueuse de la semaine du WCHA (Semaine du 25 Oct. 2011)[24]
  - Joueuse défensive de la semaine du WCHA (Semaine du 8 Fév. 2012) [25]

### En équipe nationale
- Meilleure attaquante des championnats du monde 2011 [26]
- Joueuse américaine du match de finale lors de la Coupe des quatre nations 2011 [27]
- Sélectionnée dans l'équipe étoiles des médias en défenseure lors des championnats du monde 2015[28]